# Râul Dobricelu
Râul Dobricelu este un curs de apă, afluent al râului Dobric. 